# Gainsboro Branch Library
La Gainsboro Branch Library («biblioteca sucursal de Gainsboro») es un edificio de biblioteca histórico ubicado en el vecindario de Gainsboro de Roanoke (en Virginia, Estados Unidos). Fue construido en 1941-1942 y es un edificio de ladrillo de un piso y siete bahías construido con planta en L y techo a dos aguas, y diseñado en el estilo neotudor. La historia de la biblioteca se remonta a 1921, como la cuarta biblioteca afroestadounidense establecida en el sur de Estados Unidos. Alberga una importante colección de historia negra que fue atesorada gradualmente por la bibliotecaria Virginia Lee. Después de que los funcionarios de la ciudad le dijesen que retirara los artículos, Lee los escondió y los mantuvo disponibles para los lectores. La colección se expone ahora en una sala dedicada a Lee y que lleva su nombre, y la biblioteca ha sido reconocida por su papel en la preservación del patrimonio afroestadounidense de la zona.
La biblioteca figuraba en 1996 en el Registro Nacional de Lugares Históricos y pasó a formar parte del Distrito Histórico de Gainsboro en 2005.  Sufrió importantes renovaciones en 2009 y 2020.

## Historia
La historia del barrio de Gainsboro se remonta a 1835, cuando la pequeña comunidad de Gainesborough recibió un estatuto municipal. Cuando el ferrocarril de Virginia y Tennessee llegó al área en 1852, se construyó un nuevo depósito justo al sur de la ciudad y el desarrollo en esa área inició la fundación de la ciudad de Big Lick en 1874: 49 : 71  En 1882, Big Lick fue elegida como sede de Norfolk and Western Railway.: 72  Un nuevo estatuto de la ciudad cambió su nombre a Roanoke y anexó casi dos millas cuadradas y media de tierra, incluida la ciudad de Gainesborough.
Gainsboro (como se conocía cada vez más) en ese momento se había vuelto predominantemente afroestadounidense; el censo de 1880 mostró que había cuatro veces más ciudadanos negros que blancos.: 59  En su mayor parte segregado del resto de lo que en 1884 se había convertido en la ciudad de Roanoke, el vecindario se desarrolló hasta ser en gran medida autosuficiente, con su propio distrito comercial, hospitales e instituciones sociales.: 153  En 1916, la destacada educadora Lucy Addison logró solicitar a la ciudad una escuela secundaria para su población negra, y la Escuela Harrison abrió sus puertas al año siguiente. Tres años más tarde, el pastor de la iglesia bautista más antigua de Roanoke escribió a la ciudad pidiendo ayuda para establecer una biblioteca para Gainsboro, y en 1921, Roanoke se convirtió en la cuarta ciudad del sur de Estados Unidos en abrir una biblioteca para afroestadounidenses.: 74 : 100 
La biblioteca se abrió en el sótano de un edificio recién construido en Gainsboro Road, que también albergaba una sección local de Odd Fellows.: 61  En la celebración del primer aniversario de la biblioteca, Virginia Young, estudiante de tercer año de la escuela Harrison, actuó como representante estudiantil.: 100  Al año siguiente, Young obtuvo las mejores calificaciones en la escuela y pasó a ser parte de la clase inaugural de estudiantes que se graduaron de la Escuela de Biblioteconomía del Instituto Hampton.: 101  Regresó a Roanoke en 1927 y, al año siguiente, Young, conocida entonces como Virginia Lee, fue nombrada bibliotecaria principal de la Biblioteca Gainsboro.
Lee comenzó una colección de libros escritos por y sobre afroestadounidenses al principio de su carrera. En 1928, los administradores de la biblioteca de la ciudad le advirtieron que «ralentizara el ritmo» de sus exhibiciones de la historia negra. La colección general de la biblioteca creció bajo el liderazgo de Lee y, a fines de la década de 1930, se estaba negociando con la ciudad un nuevo edificio. El Ayuntamiento de Roanoke finalmente optó por emitir un bono de 20 000 dólares para la construcción de una nueva biblioteca en Gainsboro, mientras que el mismo año se emitió uno por 150 000 dólares para una biblioteca para sus ciudadanos blancos.  Esta última rama, sin embargo, dependía de fondos adicionales de la Works Progress Administration (WPA), mientras que la destinada a Gainsboro se financiaba íntegramente a nivel local.  Cuando las reglas que gobernaban el desembolso de los fondos de la WPA cambiaron con el advenimiento de la Segunda Guerra Mundial, esos fondos suplementarios ya no estaban disponibles para la biblioteca principal, que finalmente no se construyó hasta 1952.
Lee estaba consciente de que los 20 000 dólares asignados para la nueva sucursal de Gainsboro no serían suficientes tanto para la construcción de un edificio como para la compra de un terreno. Lee pidió ayuda a la Iglesia Católica de San Andrés, que poseía un sitio potencial frente a la biblioteca original. El sacerdote dijo que no tenía esa autoridad, pero ayudó a Lee a escribir una carta al papa Pío XII en Roma. El papa respondió donando el uso del terreno a la biblioteca por un período de 99 años.
Se inició la construcción de la nueva biblioteca en 1941. Eubank and Caldwell, que había trabajado anteriormente en el vecindario de Gainsboro en una remodelación del Burrell Memorial Hospital, fue contratado como estudio de arquitectura. Según los informes, Lee sugirió el estilo neotudor del edificio para complementar el cercano Hotel Roanoke. La biblioteca es un edificio de planta en L de un piso con fachada de ladrillo bond americano de cinco hileras y que consta de siete tramos simétricos y un techo a dos aguas con tejas.  Una característica destacada del exterior son dos ventanales a cada lado de una puerta de piedra caliza, y encima de cada una de estas ventanas están las palabras «Biblioteca de Gainsboro» pintadas a mano en letras negras.  El interior del edificio incluye muchas de sus características originales, incluidas mesas, sillas y estanterías estilo Mission de roble.
La nueva biblioteca se inauguró en 1942. Poco después de la apertura, la ciudad informó a Lee que si no retiraba su colección de historia negra de la biblioteca, podría perder su trabajo. En lugar de eliminarlo por completo, Lee movió los volúmenes al sótano del edificio y recuperaba los artículos para los clientes que los solicitaban. Cuando Lee terminó sus 43 años de trabajo en la biblioteca en 1971, la colección de historia negra que había curado ascendía a 3500 artículos. Se dedicó como Colección Virginia Y. Lee en 1982 y desde entonces se ha exhibido en su propio espacio en la biblioteca.
A mediados del siglo XX, la ciudad de Roanoke emprendió una serie de proyectos de renovación urbana con el objetivo de obtener terrenos para un ramal interestatal, un centro cívico y otros intereses comerciales. La tierra, obtenida mediante dominio eminente, procedía principalmente de los vecindarios del Noreste y Gainsboro, cada uno de los cuales estaba formado por ciudadanos afroaestadounidenses que en gran medida habían sido excluidos del resto de la ciudad. En el barrio de Gainsboro, a pesar de que los funcionarios de la ciudad prometieron una revitalización, la renovación urbana dio como resultado la construcción de 25 nuevas casas, mientras que cientos más fueron demolidas. Gainsboro Road se amplió a cuatro carriles, lo que dificultaba el tráfico de peatones hacia la biblioteca. Esto, combinado con la despoblación de la zona, afectó negativamente a la institución. No obstante, los residentes de Gainsboro lograron detener los repetidos esfuerzos para cerrar la sucursal y, en 1996, fue incluida en el Registro Nacional de Lugares Históricos. Se convirtió en una estructura que contribuye al distrito histórico de Gainsboro en 2005.
El edificio estuvo cerrado desde marzo de 2008 hasta marzo de 2009 para someterse a una renovación que costó un millón de dólares, la primera desde su apertura. Se mantuvo la naturaleza histórica de la estructura y casi se duplicó su superficie cuadrada, incluida la adición de una sala de reuniones, un espacio para adolescentes y una chimenea y pisos de madera para la sala Virginia Y. Lee. Cerró nuevamente en septiembre de 2020 para una renovación adicional. Después de recibir otro millón de dólares en mejoras, la sucursal reabrió junto con las otras bibliotecas de la ciudad en junio de 2021 después de cerrar debido a la pandemia de COVID-19.
En la década de 2020, la biblioteca recibió reconocimiento por su papel en la historia de la ciudad. En septiembre de 2023, se inauguró un marcador histórico en el sitio, reconociendo el activismo de los residentes de Gainsboro en el establecimiento de la biblioteca, así como las contribuciones de Lee en la preservación de la historia negra. Más tarde ese año, la biblioteca fue premiada por la Fundación para la Preservación del Valle de Roanoke por su posición durante un siglo como el principal guardián de la historia afroamericana de Roanoke.